# Baltimore Open
Il Baltimore Open conosciuto anche come Baltimore International Indoor Tournament è stato un torneo di tennis. Ha fatto parte dello USTLA Indoor Circuit dal 1972 al 1974, del Grand Prix dal 1977 al 1980, del World Championship Tennis nel 1982. Era giocato a Baltimora negli Stati Uniti su campi in sintetico indoor.

## Albo d'oro

### Singolare
| Anno | Vincitore       | Finalista       | Punteggio               |
| ---- | --------------- | --------------- | ----------------------- |
| 1972 | Ilie Năstase    | Jimmy Connors   | 1–6, 6–4, 7–6           |
| 1973 | Jimmy Connors   | Sandy Mayer     | 6–4, 7–5                |
| 1974 | Sandy Mayer     | Clark Graebner  | 6–2, 6–1                |
| 1975 | Brian Gottfried | Allan Stone     | 3–6, 6–2, 6–3           |
| 1976 | Tom Gorman      | Ilie Năstase    | 7–5, 6–3                |
| 1977 | Brian Gottfried | Guillermo Vilas | 6–3, 7–6                |
| 1978 | Cliff Drysdale  | Tom Gorman      | 7–5, 6–3                |
| 1979 | Harold Solomon  | Marty Riessen   | 7–5, 6–4                |
| 1980 | Harold Solomon  | Tim Gullikson   | 7–6, 6–0                |
| 1981 | Non disputato   | Non disputato   | Non disputato           |
| 1982 | Paul McNamee    | Guillermo Vilas | 4–6, 7–5, 7–5, 2–6, 6–3 |

### Doppio
| Anno | Vincitori                      | Finalisti                      | Punteggio     |
| ---- | ------------------------------ | ------------------------------ | ------------- |
| 1972 | Jimmy Connors Haroon Rahim     | Pierre Barthes Clark Graebner  | 6–3, 3–6, 6–3 |
| 1973 | Jimmy Connors Clark Graebner   | Paul Gerken Sandy Mayer        | 3–6, 6–2, 6–3 |
| 1974 | Jürgen Fassbender Karl Meiler  | Owen Davidson Clark Graebner   | 7–6, 7–5      |
| 1975 | Dick Crealy Ray Ruffels        | Ismail El Shafei Frew McMillan | 6–4, 6–3      |
| 1976 | Bob Hewitt Frew McMillan       | Ilie Năstase Cliff Richey      | 3–6, 7–6, 6–4 |
| 1977 | Ion Țiriac Guillermo Vilas     | Ross Case Jan Kodeš            | 6–3, 6–7, 6–4 |
| 1978 | Frew McMillan Fred McNair      | Roger Taylor Antonio Zugarelli | 6–3, 7–5      |
| 1979 | Marty Riessen Sherwood Stewart | Anand Amritraj Cliff Drysdale  | 7–6, 6–4      |
| 1980 | Tim Gullikson Marty Riessen    | Brian Gottfried Frew McMillan  | 2–6, 6–3, 6–4 |
| 1981 | Non disputato                  | Non disputato                  | Non disputato |
| 1982 | Anand Amritraj Tony Giammalva  | Vijay Amritraj Fred Stolle     | 7–5, 6–2      |